# NGC 1441
NGC 1441 è una galassia a spirale barrata situata nella costellazione dell'Eridano, a una distanza di circa 200 milioni di anni luce dalla nostra Via Lattea.

## Scoperta
La galassia è stata scoperta il 30 settembre 1786 dall'astronomo britannico di origine tedesca William Herschel.

## Descrizione
NGC 1441 ha una classe di luminosità II e presenta una larga riga a 21 cm dell'idrogeno neutro.

## Gruppo di NGC 1417
NGC 1441 fa parte del Gruppo di NGC 1417 che comprende almeno 14 galassie, tra cui NGC 1358, NGC 1376, NGC 1417, NGC 1418, NGC 1441, NGC 1449, NGC 1451 e NGC 1453.